# Euphorbia mlanjeana
Euphorbia mlanjeana är en törelväxtart som beskrevs av Leslie Larry Charles Leach. Euphorbia mlanjeana ingår i släktet törlar, och familjen törelväxter. Inga underarter finns listade i Catalogue of Life.